# Dream Catcher (Attractiepark Slagharen)
Dream Catcher (eerder Zwunka) was een Vliegend tapijt in het Nederlandse Attractiepark Slagharen. Per uur konden er 860 personen in de attractie en per rit is er plaats voor 40 personen.
Dream Catcher stond naast White Water, achteraan aan de rand van het park.

## 50 jaar Slagharen
Het attractiepark maakte in 2012 bekend dat dat het laatste jaar zou worden van deze attractie. Er moest plaats worden gemaakt voor nieuwe attracties. Toenmalig directrice Angelique Klar besloot enkele klassieke attracties af te breken en te vervangen voor nieuwe attracties ter ere van het vijftigjarig bestaan van het park. Eind dat seizoen werd Dream Catcher dus afgebroken, en werd Looping Schip Flying Cloud naar deze plaats verhuisd. Zo kwam vooraan het park plaats vrij voor wat nieuws.
Als reden voor de keuze voor Dream Catcher om het park te verlaten gaf Klar onder andere zeer hoge onderhoudskosten op.
Op de plaats van Flying Cloud voor in het park werd een Rockin' Tug gebouwd met de naam Fogg's Trouble.
Twee jaar later werd Flying Cloud echter opnieuw afgebroken, omdat zich daar tegenwoordig het buitengedeelte van het zwemcomplex Aqua Mexicana bevindt.
Afbeeldingen · Main Street